# Eudonia dactyliopa
Eudonia dactyliopa là một loài bướm đêm thuộc họ Crambidae. Nó là loài đặc hữu của Oahu và Molokai.
Ấu trùng ăn rêu.